# Sussex (Wisconsin)
Sussex és una població dels Estats Units a l'estat de Wisconsin. Segons el cens del 2000 tenia 8.828 habitants.

## Demografia
Segons el cens del 2000, Sussex tenia 8.828 habitants, 3.310 habitatges, i 2.502 famílies. La densitat de població era de 565,3 habitants per km².
Dels 3.310 habitatges en un 41,9% hi vivien nens de menys de 18 anys, en un 63,1% hi vivien parelles casades, en un 9,5% dones solteres, i en un 24,4% no eren unitats familiars. En el 19,5% dels habitatges hi vivien persones soles el 7,6% de les quals corresponia a persones de 65 anys o més que vivien soles. El nombre mitjà de persones vivint en cada habitatge era de 2,67 i el nombre mitjà de persones que vivien en cada família era de 3,09.
Per edats la població es repartia de la següent manera: un 29,3% tenia menys de 18 anys, un 6,9% entre 18 i 24, un 36,3% entre 25 i 44, un 19,2% de 45 a 60 i un 8,3% 65 anys o més.
L'edat mediana era de 34 anys. Per cada 100 dones de 18 o més anys hi havia 93,8 homes.
La renda mediana per habitatge era de 60.283 $ i la renda mediana per família de 65.702 $. Els homes tenien una renda mediana de 46.319 $ mentre que les dones 30.182 $. La renda per capita de la població era de 23.913 $. Aproximadament el 3,5% de les famílies i el 3,7% de la població estaven per davall del llindar de pobresa.

## Poblacions més properes
El següent diagrama mostra les poblacions més properes.